# Mecistops cataphractus
El cocodrilo hociquifino africano (Mecistops cataphractus)   es una especie de saurópsido crocodilio catalogada como tal por Cuvier en 1825. Es una de las cuatro especies de cocodrilos que habitan en África —junto con el cocodrilo del Nilo, el cocodrilo del desierto y el cocodrilo enano—.
Este cocodrilo habita zonas occidentales del África Central, mayoritariamente Congo y Costa de Marfil, en ocasiones cerca de las desembocaduras, llegando incluso a encontrarse ejemplares en la isla de Bioko lo que demuestra cierta tolerancia a la salinidad. Habita preferentemente en zonas de vegetación densa, llevando una vida acuática.  En su edad adulta puede alcanzar los 4 metros de longitud, aunque normalmente su media se sitúa en torno a 2,5 metros.
Estudios recientes en ADN y morfología sugieren que pueda pertenecer a su propio género, Mecistops, pero actualmente la mayoría continúa catalogándolo dentro de los Crocodylus. Precisamente es denominado hociquifino por tener un hocico algo más estrecho que el de parientes cercanos, siendo al menos 5 veces más largo que ancho en su edad adulta. El color de su piel es oliva oscura en su parte superior y clara y con manchas en su parte inferior. En los ejemplares jóvenes presenta matices más claros.
Este animal se reproduce al principio de la estación húmeda, normalmente la hembra sitúa la nidada en zonas bajas cercanas al cauce de los ríos, empleando para su construcción fango, hojas y pequeñas ramas de árboles. Pone de 13 a 25 huevos, durando 16 semanas el periodo de incubación, estando en todo momento la madre cerca del nido. Si bien como en el resto de especies del género Crocodilia las hembras se vuelven más agresivas durante el periodo de incubación, una característica de esta especie es una notable menor agresividad, incluso con otros cocodrilos que puedan acercarse a la nidada.
Esta especie, a diferencia de otras de su mismo género, no suele vivir en comunidades, salvo en los periodos de procreación. Se alimenta principalmente de peces, anfibios y pequeños reptiles, aunque cualquier vertebrado de tamaño medio que se acerque a beber a un río pudiera ser objeto de su ataque.
Actualmente es difícil determinar su estado de conservación, se ha llegado a estimar que aunque este cocodrilo se extendía por gran parte del África Central Occidental, en la actualidad sólo se encuentra ya en países como Costa de Marfil y el Congo siendo escaso en otros países como Nigeria, Benín, Camerún o Guinea Ecuatorial y probablemente desapareciendo de otros. La inestabilidad política y las numerosas y cruentas guerras que azotan la zona en la que habita impide realizar estudios certeros sobre su estado de conservación, así como establecer medidas orientadas a impedir su desaparición. En cualquier caso se considera que es una especie amenazada, pues como otras de su género, es objeto de caza por su apreciada piel y su carne.